# Olga Sehnalová (1941)
Pour les articles homonymes, voir Olga Sehnalová.
Olga Sehnalová, née le 18 février 1941 et morte le 1er février 2020 à Kojetín, est une femme politique tchèque.

## Biographie
Elle est députée ČSSD de 1996 à 2002.